# Teguima
Teguima (Ópatas teguimas, Téhuimas), Velascov naziv za jednu skupinu Ópata Indijanaca, koji se više ne korisri jer se ne temelji ni na etničkim ni lingvističlim karakteristikama. Lociralo ih se u doline Moctezume i gornje Sonore u Meksiku, između 29° i 31° širine. 
Sela koja se navode da su u njima živjeli su: Aconchi, Babiacora, Bacuachi, Banamichi, Chinapa, Cumpus, Cuquiarachi, Huepac, Sinoquipe, i možda Jitisorichi i Mututicachi.